# Dypsis pilulifera
Dypsis pilulifera là loài thực vật có hoa thuộc họ Arecaceae. Loài này được (Becc.) Beentje & J.Dransf. mô tả khoa học đầu tiên năm 1995.